# Lalo Schifrin
Lalo Boris Schifrin, eigenlijk: Boris Claudio Schifrin (Buenos Aires, 21 juni 1932 – Los Angeles, 26 juni 2025) was een Argentijnse componist, dirigent en pianist van zowel klassieke muziek als jazz. Hij geniet wereldwijde bekendheid voor zijn titelmuziek van de televisieserie Mission: Impossible en andere filmmuziek zoals die voor de films Dirty Harry en Enter the Dragon.

## Levensloop
Schifrin kreeg op 6-jarige leeftijd pianolessen van Enrique Barenboim, de vader van de bekende dirigent en pianist Daniel Barenboim. In zijn jeugd verbeterde hij zijn vakbekwaamheid als leerling van Andreas Karalis en Juan-Carlos Paz. Tegelijkertijd werd hij ook enthousiast voor jazz. Vanaf 1950 studeerde hij aan het Conservatoire national supérieur de musique in Parijs onder andere bij Olivier Messiaen en Charles Koechlin. Zijn studie financierde hij door in Parijse nachtclubs als jazzpianist op te treden.
Weer terug in Argentinië richtte hij een jazzorkest op. In 1956 werd hij met Dizzy Gillespie bekend, voor wiens orkest hij de Suite Gillespiana componeerde. Na de opheffing van de Big-Band trad hij in 1960 toe tot het nieuwe kwintet van Dizzy Gillespie als arrangeur en pianist. Tot 1964 bleef hij bij dit ensemble. Hij werkte als pianist ook mee aan de opname van Ástor Piazzollas tango-album Concert voor bandoneón en orkest. Andere grootheden met wie hij toen samenwerkte waren Sarah Vaughan, Ella Fitzgerald, Stan Getz, Quincy Jones en Count Basie.
In 1963 kreeg hij het aanbod van de Metro-Goldwyn-Mayer Studios (MGM) de muziek voor de film Rhino! te componeren. Het werd de eerste van meer dan 100 composities filmmuziek, die hij componeerde. In de Verenigde Staten werd hij vooral door zijn muziek voor tv-series bekend.
In 1986 voerde hij samen met het Glendale Symphony Orchestra tijdens het Hollywood Bowl met veel succes zijn Salute to the Statue of Liberty op.
Van 1987 tot 1992 was hij chef-dirigent van het Orchestre Philharmonique de Paris. Van 1989 tot 1995 was hij dirigent van het Glendale Symphony Orchestra. Verder was hij gastdirigent bij vooraanstaande orkesten van de wereld, zoals het London Philharmonic Orchestra, het London Symphony Orchestra, de Wiener Symphoniker, het Los Angeles Philharmonic Orchestra, het Israel Philharmonic Orchestra, het Orquesta Filarmónica de la Ciudad de México, het Houston Symphony Orchestra, het Orchestra of Saint Luke, het Orquesta Sinfónica Nacional Argentina, het Государственный симфонический оркестр Грузии (Staats-symfonieorkest van Georgië), het Symfonieorkest van Moskou en het Orchestre de la Suisse Romande in Genève.
Schifrin gaf wereldwijd concerten met jazzvertolkers samen met symfonieorkesten en was een promotor van de fusie van jazz en symfonische muziek.
Schifrin overleed op 26 juni 2025.

## Compositie

### Werken voor orkest
- 1968 rev.1998 Sinfonia Concertante, voor viool, cello en orkest
- 1980 Invocations, voor orkest
- 1983 Tropicos, voor orkest
- 1985 Concerto Nr. 1, voor piano en orkest
- 1986 Concerto, voor contrabas en orkest
- 1986 Statue of Liberty: A Symphonic Celebration, voor orkest
- 1986 Three Tangos, voor dwarsfluit, harp en strijkorkest
- 1987 Pan-Amerikaanse Spelen Ouverture
- 1988 Dances Concertantes, voor klarinet en orkest
- 1990 Impresiones: Fantasy, voor trompet en orkest
  1. El Poeta
  2. La Campana
  3. La Voz
  4. El Rio
  5. Chacona
  6. La Ciudad de Fiesta
- 1991 Concerto Nr. 2 "The Americas", voor piano en orkest
  1. Blues
  2. Tango
  3. Carnaval
- 1993 Symphony Nr. 1: Liliuokalani, voor kinderkoor en groot orkest (Hulde en nagedachtenis aan de laatste Koningin van Hawaï Liliuokalani)
- 1995 Finale for the "Pan American Games"
- 1995 Sourwood Hill Symphonic Variations, voor orkest
- 1996 Concierto Caribeño, voor dwarsfluit en orkest
  1. Allegro
  2. Andantino
  3. Allegro molto vivace
- 1997 Sinfonia Concertante, voor gitaar en orkest
- 1997 Tango Barbaro, voor piano, 4 bandoneon en strijkers
- 1997 Tango del Atardecer, voor bandoneon en orkest
- 1998 Capriccio, voor klarinet en strijkers
- 1998 Divertimento, voor cello-ensemble (8 cello's, of 16 cello's ezv.)
  1. Allegro Vivace
  2. Andante con Moto
  3. Allegro Molto Vivace
- 2000 Jazz and Blues Variations: A Symphonic Celebration, voor orkest
- 2001 Symphonic Impressions of Oman
- Concerto, voor gitaar en orkest
- Pulsations
- Resonances
- Tropicos

### Werken voor harmonieorkest
- 1961 Concert, voor trompet en harmonieorkest

### Werken voor jazzorkest of -ensemble
- 1962 The new continent (première 1962 tijdens het Monterey Jazz Festival)
- Gillespiana

### Missen en gewijde muziek
- 1991 Jazz Mass, voor gemengd koor, jazz-kwintet en harmonieorkest
- 1996 Psalms, voor 2 sopranen, mezzosopraan, tenor, bas, gemengd koor en orkest

### Werken voor koren
- 1992 Cantares Argentinos, voor gemengd koor, 2 dwarsfluiten (ook: piccolo), hobo, althobo, 2 klarinetten, basklarinet, 1 fagot, 1 trompet, 3 slagwerkers, piano, harp en contrabas - tekst: van de componist
  1. Angeles Llegan
  2. El Inca de Tucuman
  3. El Gaucho Cubillos
  4. Ofertorio Galante
  5. Coplas de Carnaval
- 1997 La Represion, voor vrouwenkoor en orkest

### Vocale muziek
- 1987 Cantos Aztecas, voor sopraan, alt, tenor, bas, gemengd koor en orkest
  1. Amoxalco Pehua Cuica (Canto de Primavera)
  2. Ye Tocuie Toxochiuh (La Vida Es un Sueûo)
  3. Chalchihuitl (Canto de Guerra)
  4. Al Dios de la Noche
  5. +Eres T el Dios Verdadero?
  6. Dejemos al Menos Cantos

### Kamermuziek
- 1984 Central Park Variations, voor klarinet en piano
- 1987 La Nouvelle Orleans, voor blazerskwintet
- 2005 Letters from Argentina, voor klarinet, viool, bandoneon, slagwerk, contrabas en piano

### Werken voor gitaar
- 1986 Romerias, voor gitaar solo
  1. Tango
  2. Canto
  3. Danza
  4. Mascarada
  5. Blues
  6. Valse
  7. Fantasia - Impromptu
  8. Habanera
  9. Malambo

### Werken voor slagwerk
- 1997 Tango Para Percusion

### Werken voor tv-series
- 1965 The Man from U.N.C.L.E.
- 1966 T.H.E. Cat
- 1966 National Geographic Specials
- 1966 The Making of a President: 1964
- 1966-1973 Mission: Impossible
- 1967-1972 Mannix
- 1968-1969 The Big Valley
- 1969 Medical Center
- 1970 The Mask of Sheba
- 1974 Planet of the Apes
- 1974 Petrocelli
- 1975 Starsky and Hutch
- 1985 Hollywood Wives
- 1985 A.D.
- 1987 Out on a Limb
- 1991-1992 El Quijote de Miguel de Cervantes
- 1993 Danger Theatre

### Filmmuziek
- 1957 The Venetian Affair
- 1957 Venga a bailar el rock
- 1958 El Jefe
- 1964 Rhino!
- 1964 Les Félins
- 1964 See How They Run
- 1965 Once a Thief
- 1965 Dark Intruder
- 1965 The Cincinnati Kid
- 1965 The Liquidator
- 1966 "Bob Hope Presents the Chrysler Theatre"
- 1966 "Jericho"
- 1966 Way... Way Out
- 1966 Murderers' Row
- 1966 I Deal in Danger
- 1967 Cool Hand Luke
- 1967 Who's Minding the Mint?
- 1967 The Fox
- 1967 The President's Analyst
- 1968 Bullitt
- 1968 Hell in the Pacific
- 1968 Coogan's Bluff
- 1968 Sol Madrid
- 1968 The Rise and Fall of the Third Reich
- 1968 The Brotherhood
- 1969 Eye of the Cat
- 1970 Pussycat, Pussycat, I Love You
- 1970 Kelly's Heroes
- 1970 WUSA
- 1970 Imago
- 1970 The Aquarians
- 1970 I Love My Wife
- 1971 THX 1138
- 1971 Dirty Harry
- 1971 The Beguiled
- 1971 Pretty Maids All in a Row
- 1971 Mrs. Pollifax-Spy
- 1971 The Hellstrom Chronicle
- 1971 The Christian Licorice Store
- 1972 "Night Gallery"
- 1972 Prime Cut
- 1972 The Wrath of God
- 1972 Joe Kidd
- 1972 "The Sixth Sense"
- 1972 Rage
- 1973 The Neptune Factor
- 1973 Enter the Dragon
- 1973 Dirty Harry II – Callahan
- 1973 Charley Varrick
- 1973 Harry in Your Pocket
- 1973 Magnum Force
- 1974 Up from the Ape
- 1974 Man on a Swing
- 1974 Golden Needles
- 1974 The Four Musketeers
- 1974 Planet of the Apes
- 1975 The Master Gunfighter
- 1976 The Eagle Has Landed
- 1976 Sky Riders
- 1976 Special Delivery
- 1976 St. Ives
- 1976 Voyage of the Damned
- 1977 Rollercoaster
- 1977 Day of the Animals
- 1978 Return from Witch Mountain
- 1978 The Manitou
- 1978 Nunzio
- 1978 The Cat from Outer Space
- 1979 The Amityville Horror
- 1979 Escape to Athena
- 1979 The Concorde: Airport ’79
- 1980 The Nude Bomb
- 1980 When Time Ran Out
- 1980 Brubaker
- 1980 The Big Brawl
- 1980 The Competition
- 1981 Loophole
- 1981 Caveman
- 1981 Los Viernes de la eternidad
- 1981 La pelle
- 1981 Buddy Buddy
- 1982 The Seduction
- 1982 A Stranger Is Watching
- 1982 Amityville II: The Possession
- 1983 The Sting II
- 1983 Sudden Impact
- 1983 Doctor Detroit
- 1983 The Osterman Weekend
- 1984 Tank
- 1985 The New Kids
- 1985 The Mean Season
- 1985 A.D. – Anno Domini
- 1985 Bad Medicine
- 1986 Black Moon Rising
- 1986 Beverly Hills Madam
- 1986 Kung Fu: The Movie
- 1986 Triplecross
- 1986 The Ladies Club
- 1987 Sparky's Magic Piano
- 1987 The Fourth Protocol
- 1987 Out on a Limb
- 1988 The Silence at Bethany
- 1988 Shakedown on the Sunset Strip
- 1988 The Dead Pool
- 1988 Berlín Blues
- 1989 The Neon Empire
- 1989 Original Sin
- 1989 Return from the River Kwai
- 1990 Face to Face
- 1991 F/X2
- 1991 "A Woman Named Jackie"
- 1991 El Quijote de Miguel de Cervantes
- 1993 "Danger Theatre"
- 1993 The Beverly Hillbillies
- 1995 Manhattan Merengue!
- 1996 Scorpion Spring
- 1997 Money Talks
- 1997 Something to Believe In
- 1998 Tango
- 1998 Rush Hour
- 2000 Longshot
- 2001 Jackie Chan's Hong Kong Tour
- 2001 Culture Clash: West Meets East
- 2001 Rush Hour 2
- 2002 Tom the Cat
- 2003 Bringing Down the House
- 2004 Biyik
- 2004 After the Sunset
- 2004 The Bridge of San Luis Rey
- 2006 Abominable
- 2007 Rush Hour 3
- 2011 Love Story